# Paulus Rusch
Paulus Rusch (ur. 4 października 1903 w Monachium, zm. 31 marca 1986 w Zams) – austriacki duchowny katolicki, administrator apostolski w Innsbruck-Feldkirch 1938-1964 i biskup Innsbrucku 1964-1980.

## Życiorys
Święcenia kapłańskie otrzymał 26 lipca 1933.
15 października 1938 papież Pius XI mianował go administratorem apostolskim Innsbruck-Feldkirch. 30 listopada 1938 z rąk arcybiskupa Sigismunda Waitza przyjął sakrę biskupią. 
26 września 1964 papież Paweł VI mianował go biskupem diecezjalnym Innsbrucku. 13 sierpnia 1980 na ręce papieża Jana Pawła II ze względu na wiek złożył rezygnację z zajmowanej funkcji.